# Bôcher Memorial Prize
Il Bôcher Memorial Prize è un riconoscimento assegnato dall'American Mathematical Society in memoria di Maxime Bôcher, per lavori nell'ambito dell'analisi pubblicati nei sei anni precedenti da membri della società oppure pubblicati nell'America del Nord.
Il premio, assegnato dal 1923, è il più antico offerto dall'AMS; originariamente era assegnato ogni cinque anni, mentre dal 1999 è conferito ogni tre anni. Al vincitore spettavano in origine 1.450 dollari, mentre attualmente il premio è salito a 5.000 dollari.

## Vincitori
- 1923: George David Birkhoff
- 1924: Eric Temple Bell, Solomon Lefschetz
- 1928 James W. Alexander
- 1933 Marston Morse, Norbert Wiener
- 1938 John von Neumann
- 1943 Jesse Douglas
- 1948 Albert Schaeffer, Donald Spencer
- 1953 Norman Levinson
- 1959 Louis Nirenberg
- 1964 Paul Cohen
- 1969 Isadore M. Singer
- 1974 Donald Samuel Ornstein
- 1979 Alberto Calderón
- 1984 Luis Caffarelli, Richard Melrose
- 1989 Richard Schoen
- 1994 Leon Simon
- 1999 Demetrios Christodoulou, Sergiu Klainerman, Thomas Wolff
- 2002 Daniel Tataru, Terence Tao, Lin Fanghua
- 2005 Frank Merle
- 2008 Alberto Bressan, Charles Fefferman, Carlos Kenig
- 2011 Gunther Uhlmann, Assaf Naor
- 2014 Simon Brendle
- 2017 András Vasy
- 2020 Camillo De Lellis, Lawrence Guth, Laure Saint-Raymond